# 結構構件
結構構件（structural components）或结构元件、结构要素（structural elements），是建築結構系統的主要元素之一，也是建築物型態最主要的視覺元件。

## 構件分類
建築物的基本構件分為：
1. 線構材（Linear elements）：包括柱及梁，可抵抗軸應力與扭力，一般而言梁還需要抵抗剪應力。
2. 面構材（Surface elements）：包括牆和樓板。基本上可視為多支柱或梁的集合，力學行為亦然。
3. 空間構材（Spatial elements）：如立面構成（Façade envelope）等特殊或整體性的構件。

## 相關領域
- 建築結構系統
- 應用力學
- 材料力學